# Pauesia lachniella
Pauesia lachniella är en stekelart som beskrevs av Das och Chakrabarti 1989. Pauesia lachniella ingår i släktet Pauesia och familjen bracksteklar. Inga underarter finns listade i Catalogue of Life.